# Marcelo Tejera
Marcos Marcelo Tejera Battagliesi (født 6. august 1973 i Montevideo, Uruguay) er en uruguayansk tidligere fodboldspiller (offensiv midtbane).
Gennem karrieren spillede Tejera for adskillige klubber i både hjem- og udland. Han repræsenterede blandt andet Montevideo-klubberne Defensor Sporting, Peñarol og Nacional, og vandt et uruguayansk mesterskab med førstnævnte i 1991. Af hans klubber i udlandet kan nævnes italienske Cagliari, argentinske Southampton samt Millonarios i Colombia.
Tejera spillede desuden seks kampe for Uruguays landshold i perioden 1991-2005.

## Titler
Primera División Uruguaya
- 1991 med Defensor Sporting